# Diaphus splendidus
Diaphus splendidus es una especie de pez linterna perteneciente al género Diaphus,  de la subfamilia Lampanyctinae. Fue descrita por Brauer en 1904.
Especie inofensiva para el ser humano.

## Descripción
Longitud estándar de 9 centímetros.

## Distribución y hábitat
Se distribuye por Mauritania, desde Estados Unidos hasta Brasil. Por el Pacífico occidental, en las corrientes de Kuroshio y Tsushima. Puede alcanzar profundidades de 8000 metros.